# Francesco Condulmer
Francesco Condulmer (ur. 1390 w Wenecji, zm. 30 października 1453 w Rzymie) – włoski duchowny, kardynał. Bratanek papieża Eugeniusza IV.

## Życiorys
Początkowo był protonotariuszem apostolskim i wicekamerlingiem św. Kościoła Rzymskiego, ale już 19 września 1431 jego wuj mianował go kardynałem prezbiterem San Clemente.
Eugeniusz IV obdarzył swego bratanka wieloma zaszczytami – był kamerlingiem św. Kościoła Rzymskiego (1432–1440), administratorem Narbonne (1433–1436) i Amiens (1436–1437), arcybiskupem Besançon (1437–1438) i Werony (od 20 października 1438) oraz wicekanclerzem św. Kościoła Rzymskiego (od 1 maja 1437). W diecezji Weronie ufundował szkołę dla akolitów oraz sprowadził do niej zakon obserwantów – zreformowany odłam zakonu franciszkanów. W trakcie republikańskiej rewolty w Rzymie w maju 1434 został na krótko uwięziony (rebelię zdławił kilka miesięcy później Giovanni Vitelleschi, biskup i kondotier w jednej osobie, nagrodzony później za to purpurą kardynalską). Odegrał dużą rolę w przygotowaniu unii z kościołem prawosławnym (unia florencka) służąc jako legat papieski w Konstantynopolu w 1438. Dwukrotnie stał na czele floty papieskiej walczącej z Turkami na Morzu Śródziemnym (1444 i 1445–1446). W 1445 awansował do rangi kardynała biskupa diecezji Porto e Santa Rufina (w 1452 rozdzielono diecezję Porto od Santa Rufina – pierwszą zachował Condulmer, a drugą otrzymał kardynał John Kempe, arcybiskup Canterbury), był także legatem w Wenecji (1440), Marchii Ankońskiej (1443) i Neapolu (1447).
Kardynał Condulmer zbudował swój pałac na ruinach teatru Pompejusza niedaleko Campo di Fiori. Zmarł w wieku 63 lat.